# Гречкин, Павел Игнатьевич
Павел Игнатьевич Гречкин — советский хозяйственный, государственный и политический деятель, Герой Социалистического Труда.

## Биография
Родился в 1900 году в Уфе. Член КПСС.
С 1910 года — на хозяйственной, общественной и политической работе. В 1910—1957 гг. — пастух, рабочий на кирпичном заводе, участник Гражданской войны, участник разгрома формирований Н. И. Махно на Украине, сопровождающий спецмиссии во главе с М. В. Фрунзе в Турцию для установления дипломатических отношений, личный охранник Фрунзе, Краснознамёнец (1922), каменщик в Ташкенте, работник металлургического завода в Мариуполе, бригадир каменщиков по ремонту металлургических печей, бригадир трубосварочного цеха Челябинского трубопрокатного завода Челябинского совнархоза.
Указом Президиума Верховного Совета СССР от 19 июля 1958 года присвоено звание Героя Социалистического Труда с вручением ордена Ленина и золотой медали «Серп и Молот».
Скончался 3 мая 1970 года. Похоронен в Челябинске на Успенском кладбище.